# Кара, Пьетро
Граф Пьетро Кара (итал. Pietro Cara) — итальянский юрист и дипломат XV века.
Занимался систематизацией законов Савойи, подготовил собрание «Герцогские указы Савойи, как старые, так и новые» (лат. «Decreta sabaudiae ducalia tam vetera quam nova»). Затем был, в частности, савойским послом при Папском престоле: известен его поздравительный адрес Папе Александру VI (1492), в котором Кара призывает того, по примеру Александра Македонского, покорить турок и объединить под своим управлением весь мир.
После него остались «Orationes et Epistolae» (Лион, 1497).